# B in the Mix: The Remixes
B in the Mix: The Remixes ist das erste von bislang zwei Remixalben der US-amerikanischen Sängerin Britney Spears, auf denen alte Songs von DJs bzw. Produzenten neu abgemischt wurden. Mit And Then We Kiss ist ein neuer Song auf dem Remix-Album zu finden.

## Hintergrund
Am 28. September 2005 gab Jive Records bekannt, dass Spears ein Remixalbum unter dem Titel Remixed veröffentlichen würde. Am 8. November berichtete Jennifer Vineyard von MTV, der Titel würde B in the Mix: The Remixes lauten und am 22. November 2005 erscheinen. Das Album beinhaltet Songs ihrer vorherigen Alben, welche von DJs wie Peter Rauhofer und Stuart Price neu gemischt wurden. Price hatte bereits zuvor „Breathe on Me“ vom Album In the Zone für die Limited Edition des Albums Greatest Hits: My Prerogative gemischt. B in the Mix: The Remixes beinhalte auch einen neuen Song, „And Then We Kiss“, welcher ursprünglich für Spears viertes Studioalbum In the Zone vorgesehen war, jedoch letztendlich nicht darin enthalten war.
B in the Mix: The Remixes wird inter zwei verschiedenen Albumcovern vertrieben. Auf dem Album für den nordamerikanischen Markt, ist ein Schmetterling abgebildet. Auf dem Cover des Albums für den Weltmarkt ist Spears selbst hinter dem Schmetterling abgebildet.

## Rezeption
Kurt Kirton von About.com lobte die Remixes von „Everytime“ und „Don't Let Me Be the Last to Know“, bemängelte jedoch die geringe Anzahl an Liedern. Er schloss seine Kritik mit der Zusammenfassung, das Album sei für Spears und Clubmusic-Fans geeignet, ab. Barry Walters vom Rolling Stone bezeichnete das Album als redundant zu Greatest Hits: My Prerogative, mit dem Unterschied, dass jedes Lied außer Toxic besser sei als das Original. Spence D. von IGN schrieb, dass wenn er sich ein Spearsalbum auswählen müsste, welches er erwerben würde, würde er dieses nehmen. Stephen Thomas Erlewine von Allmusic kommentierte, dass B in the Mix einen anderen Eindruck hinterlasse, als Spears bisherige Veröffentlichungen. Das Album sei nichts weiter, als ein belangloses Stück Musik. MTV-Journalist Bradley Stern beschrieb das Album eine Sammlung von exzellenten Tracks, dessen unbestrittenes Highlight And Then We Kiss sei.
Gregg Shapiro vom Bay Area Reporter bewertete das Album überwiegend negativ. Er empfand Spears Stimme im Vergleich zum Original als „kalt und mechanisch“. Mike Daniel von The Dallas Morning News nannte den Justice Remix von „Me Against the Music“ den besten Track des Albums, empfand das Album jedoch als übereilt produziert und schlecht zusammengestellt." Entertainment Weekly-Journalist Leah Greenblatt empfand das die Remixes als aggressiv und psychedelisch, wodurch es erst hörenswert sei."

## Titelliste
US-Version
1. Toxic [Peter Rauhofer Reconstruction Mix Edit] – 6:46
2. Me Against the Music [Justice Remix] (featuring Madonna) – 4:01
3. Touch of My Hand [Bill Hamel Remix] – 5:19
4. Breathe on Me [Jacques Lu Contʼs Thin White Duke Mix] – 3:55
5. I’m a Slave 4 U [Dave Audé Slave Driver Mix] – 5:501
6. And Then We Kiss [Junkie XL Remix] – 4:27
7. Everytime [Valentin Remix] – 3:25
8. Early Mornin’ [Jason Nevins Remix] – 3:38
9. Someday (I Will Understand) [Hi-Bias Signature Radio Remix] – 3:46
10. ...Baby One More Time [Davidson Ospina 2005 Remix] – 4:38
11. Don’t Let Me Be the Last to Know [Hex Hector Club Mix Edit] – 8:15

## Kommerzieller Erfolg

### Chartplatzierungen
| ChartsChartplatzierungen       | Höchstplatzierung | Wochen |
| ------------------------------ | ----------------- | ------ |
| Vereinigte Staaten (Billboard) | 134 (1 Wo.)       | 1      |

### Auszeichnungen für Musikverkäufe
| Land/Region               | Auszeichnungen für Musikverkäufe (Land/Region, Auszeichnung, Verkäufe) | Verkäufe |
| ------------------------- | ---------------------------------------------------------------------- | -------- |
| Vereinigte Staaten (RIAA) | —                                                                      | 30.000   |
| Insgesamt                 | —                                                                      | 30.000   |

Hauptartikel: Britney Spears/Auszeichnungen für Musikverkäufe